# The Adventures of Shorty

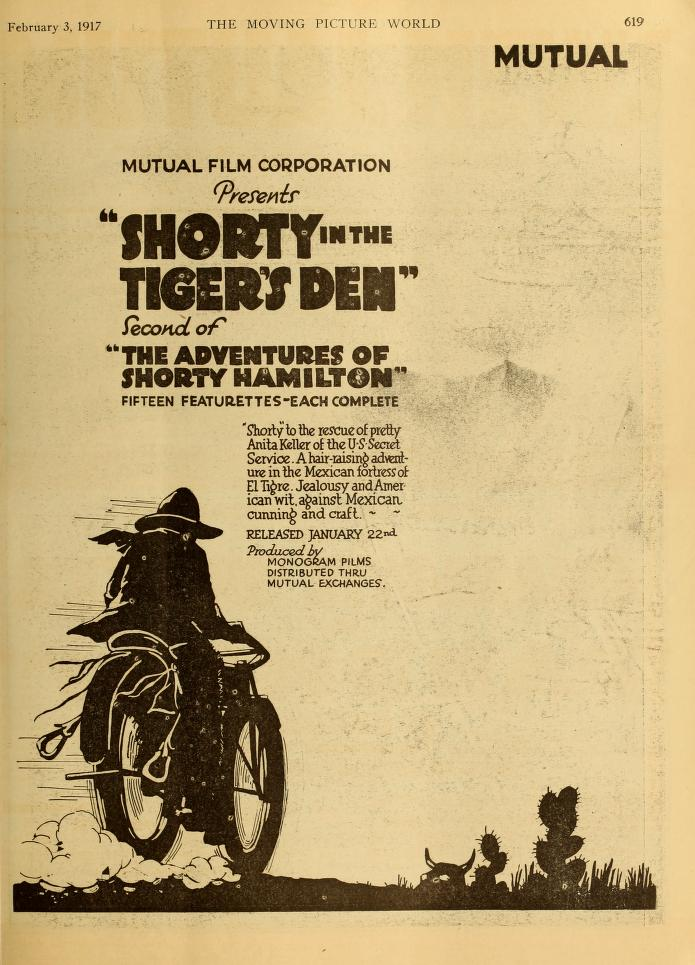
Publicité pour l'épisode Shorty in the Tiger's Den de la série de films The Adventures of Shorty.

The Adventures of Shorty est un film muet américain réalisé par Francis Ford et Scott Sidney, sorti en 1914.

## Fiche technique
- Réalisation : Francis Ford, Scott Sidney
- Date de sortie : États-Unis : 18 mars 1914

## Distribution
- Shorty Hamilton : Shorty
- Scott Sidney : le shérif
- Gertrude Claire : Mrs Cooley
- Cyril Gardner : Cyril